# Kotaku
Kotaku is een Amerikaanse computerspellenwebsite die in oktober 2004 werd opgericht. De website werd in augustus 2016 overgenomen door Univision Communications.

## Geschiedenis
Kotaku startte in oktober 2004 met Matthew Gallant. Echter, een maand later werd Brian Crecente ingehuurd om de site weer op de rails te krijgen. Vanaf dat moment kwamen er regio-specifieke versies van de website voor onder meer Australië, Japan, Brazilië en Groot-Brittannië.
De naam kotaku is afkomstig van het Japanse otaku (obsessieve fan), en het voorzetsel ko (klein).
De website wordt vanaf 2012 beheerd door Stephen Totilo, die Crecente verving na zijn vertrek.
Door de overname van Gawker Media in 2016 werd de website eigendom van Univision Communications. De onderdelen van Gawker gingen verder onder de naam Gizmodo Media Group.